# En är gåvan framför andra
En är gåvan framför andra är en psalmtext för söndagsskolan som är skriven av okänd författare. Musiken är skriven av Valfrid Wikholm. 

## Publicerad i
- Svensk söndagsskolsångbok 1929 som nummer 45 under rubriken "IV. Advents- och julsånger"